# Мамелюкски султанат
Мамелюкски султанат е историческа средновековна държава, обхващаща Египет, Леванта и Хиджаз със свещените мюсюлмански градове Мека и Медина. Съществува от свалянето на Абасидските халифи през 1250 г. до османското завладяване на Египет през 1517 г. Историците традиционно разделят този период на две части – първият 1250 – 1382, а вторият 1382 – 1517. Западните историци наричат първия период „Baḥrī“, а втория „Burjī“, по имената на политическите режими, управлявали през съответните години. Съвременните мюсюлмански историци се позовават на същите два периода като „тюркски“  и „черкезки“ периоди, за да подчертаят промяната в етническия произход на мнозинството от мамелюците. 
Държавата на мамелюците достига своя връх при тюркското управление през първия период с преобладаващо арабска култура и след това навлиза в продължителна фаза на упадък при черкезите. Управляващата каста е съставена от мамелюци – войници-роби с предимно куманско – кипчакски (от Крим),  черкезки, абхазски,  огузски  и грузински произход.  Макар и роби, статутът на мамелюците е по-висок от този на обикновените роби, на които не е било разрешено да носят оръжие или да изпълняват определени задачи. Мамелюците се смятали за „истински господари“, със социален статус над обикновените египтяни. По времето на своя разцвет по време на ислямския златен век султанатът представлява зенитът на средновековната египетска и левантинска политическа, икономическа и културна слава, макар че влиянието му намалява към края на съществуването му.  След това военната каста на мамелюците запазва властта си и управлява под сюзеренитета на Османската империя до 1811 г.

## Наименование
Терминът Мамелюкски султанат е съвременно историографско понятие. Арабски източници от периода „Baḥrī“ наричат държавата Държава на турците (на арабски: دولة الاتراك, Dawlat al-Atrāk; на арабски: دولة الترك, Dawlat al-Turk) или Турция (на арабски: الدولة التركية, al-Dawla al-Turkiyya). Другото официално име по време на периода „Burjī“ е Държава на черкезите (на арабски: دولة الجراكسة, Dawlat al-Jarākisa). Вариантът (на арабски: الدولة التركية الجراكسية, al-Dawla al-Turkiyya al-Jarakisiyya) изтъква факта, че черкезите говорят на турски.

## История
Мамелюците узурпират политическата власт в Египет когато последният султан от династията на Аюбидите умира през 1250 г. За да легитимират управлението си, те се обявяват за защитници на исляма и търсят потвърждение за легитимността на властта си от халифа. Предшествалите ги Аюбиди са верноподаници на Абасидския халифат, но той престава да съществува през 1258 г., когато монголите превземат Багдад и убиват халиф ал-Мустазим. Следващата година 120 000-хилядна монголска армия под командването на Хулагу хан прекосява река Ефрат и навлиза в Сирия. Скоро след като новината за монголското нахлуване достига Египет мамелюкът Кутуз се самопровъзгласява за султан и организира успешно съпротивата срещу монголците, като се съюзява с Байбарс. Решаващата битка е при Айн Джалут в Палестина през септември 1260 г., когато мамелюците побеждават монголците.
Байбарс изиграва решаваща роля в битката, скоро след нея организира заговор, убива Кутуз и е избран за султан.
Три години по-късно Байбарс възстановява халифата като провъзгласява за халиф един от Абасидите – ал-Мустанзир, който на свой ред провъзгласява Байбарс за султан. Освен това халифът признава властта на мамелюкския султан над Египет, Сирия, Месопотамия, Диарбекир, Хиджаз и Йемен, както и върху всяка територия, отвоювана от кръстоносците или монголите. Наследниците на ал-Мустанзир продължават да носят титлата халиф, но нямат никаква реална власт в управлението.